# International Fire Academy
Die International Fire Academy in Balsthal in der Schweiz ist eine Feuerwehrschule, die auf die Entwicklung von Taktiken und Techniken sowie die Ausbildung von Feuerwehrangehörigen für die Bewältigung von Einsätzen in unterirdischen Verkehrsanlagen spezialisiert ist. Sie wird vom Interkantonalen Feuerwehr-Ausbildungszentrum in Zusammenarbeit mit der  Gasser Felstechnik AG betrieben. Hauptanteilseigner sind die Basellandschaftliche und die Solothurnische Gebäudeversicherung, zwei öffentlich-rechtliche Anstalten, welche die kantonale Aufsicht über das Feuerwehrwesen innehaben.

## Standorte
Die International Fire Academy hat ihren Sitz in Balsthal im Kanton Solothurn. Am selben Standort befindet sich das Interkantonale Feuerwehr-Ausbildungszentrum. Beide Organisationen betreiben dort Übungsanlagen für eine einsatznahe Feuerwehrausbildung. Der zweite Standort befindet sich in Lungern im Kanton Obwalden.

## Geschichte
Nach dem Brandereignis im Mont-Blanc Strassentunnel zwischen Chamonix (F) und Aosta (I) am 24. März 1999 setzte der Direktor des Schweizer Bundesamtes für Strassen (ASTRA)) eine Task Force ein. Sie sollte die Sicherheitsaspekte beim Gotthard-Strassentunnel und beim San-Bernardino-Tunnel untersuchen. Nach dem Brandereignis am 29. Mai 1999 im Tauerntunnel wurde die Untersuchung auf alle Tunnel des Schweizer Strassennetzes mit einer Länge von mehr als 600 m ausgedehnt. Im Schlussbericht der Task Force vom 23. Mai 2000 wird betont, dass die baulichen und technischen Sicherheitseinrichtungen ihre volle Wirkung nur entfalten können, wenn sie mit einem effizienten Ereignisdienst und dem richtigen Verhalten der Verkehrsteilnehmer abgestimmt sind. Als eine Maßnahme schlug die Task Force daher den Bau eines Übungstunnels vor und forderte, dass die Übungsanlage realistisch sein und den definierten Ereignisszenarien entsprechen soll.

### Vorstudien und Entwicklungsarbeit
Im Sommer 2001 startete das Interkantonale Feuerwehr-Ausbildungszentrum in Balsthal auf Initiative von Bernhard Fröhlich, Direktor der Basellandschaftliche Gebäudeversicherung, das Projekt Tunnel. Die Auftaktveranstaltung für die Vorstudien zur Entwicklung von Übungsanlagen am 24. Oktober 2001 wurde von dem Brand im Gotthard-Strassentunnel überschattet, bei dem an diesem Tag elf Menschen starben.

### Bau der Übungstunnelanlagen und Gründung der International Fire Academy
2005 beauftragte das Bundesamt für Strassen (ASTRA) die Basellandschaftliche Gebäudeversicherung und die Solothurnische Gebäudeversicherung als Trägerinnen des Interkantonalen Feuerwehr-Ausbildungszentrums in Partnerschaft mit der Gasser Felstechnik AG, an den Standorten Balsthal und Lungern zwei Übungstunnelanlagen für die Ausbildung von Ereignisdiensten zur Bewältigung von (Brand-)Ereignissen in Tunneln zu bauen und eine Feuerwehr-Einsatzlehre für die Bewältigung solcher Ereignisse in Strassentunneln zu entwickeln. Im selben Jahr gründete das Interkantonale Feuerwehr-Ausbildungszentrum ein Didaktik- und Entwicklungsteam und gewann Feuerwehrangehörige und Experten für den Bau und Betrieb von Verkehrstunneln für die Mitarbeit. Dieses Gremium erarbeitete die Einsatzlehre und die didaktischen Grundsätze für die Ausbildung.
2006 begann der Bau der Übungstunnelanlagen. 2007 beauftragten die Schweizerischen Bundesbahnen AG ergänzend den Bau eines Bahn-Übungstunnels. Die Erstinvestitionen in die Übungstunnelanlagen betrugen insgesamt 44 Millionen Schweizer Franken. Am 2. Oktober 2009 wurden die Übungstunnelanlagen in Balsthal und Lungern eröffnet und die International Fire Academy als selbstständige Gesellschaft gegründet. Seit 2010 werden standardisierte Ausbildungen für Schweizer Feuerwehrangehörige angeboten.

### Internationale Ausrichtung
Von 2010 bis 2012 führte die International Fire Academy Pilotkurse und Workshops mit Feuerwehren aus Europa und Übersee durch und öffnete 2012 den Ausbildungsbetrieb allgemein für ausländische Feuerwehren. Um den Erfahrungsaustausch unter Feuerwehrführungskräften zu Einsätzen in unterirdischen Verkehrsanlagen zu fördern, richtete die International Fire Academy im selben Jahr ihr erstes Kommandanten-Forum aus. Seither findet das Kommandanten-Forum regelmässig an unterschiedlichen Orten statt. Im September 2013 wurde die International Fire Academy bei der Konferenz „Fire Protection and Safety in Tunnel“ in Norwegen als „Europas führende Feuerwehrakademie für Ausbildung und Training in unterirdischen Verkehrsanlagen“ ausgezeichnet.

### Genehmigung und Publikation der „Einsatzlehre Strassentunnel“
Im Jahr 2012 genehmigte die Schweizerische Feuerwehrinspektorenkonferenz die an der International Fire Academy erarbeitete Einsatzlehre für die Intervention in Strassentunneln. Sie ist seither einheitliche Ausbildungsgrundlage für alle Feuerwehren in der Schweiz. 2014 publizierte die International Fire Academy das Fachbuch „Brandeinsätze in Strassentunneln“, das die Einsatzlehre und wesentliche Inhalte der Ausbildungen dokumentiert. Das Buch erschien unter dem Titel „La defense incendie dans les tunnels routiers“ 2015 in französischer Sprache. Die englische Ausgabe mit dem Titel „Firefighting operations in road tunnels“ folgte 2016. 2017 gab die International Fire Academy ergänzend zwei Merkblätter „Brandeinsätze in Strassentunneln“ als Ausbildungshilfe auf Deutsch, Französisch, Englisch und Italienisch heraus.

### Entwicklung, Genehmigung und Publikation der „Einsatzlehre Bahntunnel“
2015 erweiterte die International Fire Academy das Didaktik- und Entwicklungsteam um Bahnexperten, um eine Einsatzlehre für die Intervention in Bahntunneln zu entwickeln. Die Lehre wurde 2018 von der Schweizerischen Feuerwehrinspektorenkonferenz als einheitliche Ausbildungsgrundlage für die Schweiz genehmigt. Das Fachbuch „Brandeinsätze in Bahntunneln“ gab die International Fire Academy 2020 heraus. Es dokumentiert die Lehre sowie ergänzendes Hintergrundwissen zu Bahnanlagen, zur Einsatztechnik und Einsatzvorbereitung und wird durch zwei Merkblätter „Brandeinsätze in Bahntunneln“ ergänzt.

### Ausbau der Übungsanlagen für Bahnereignisse

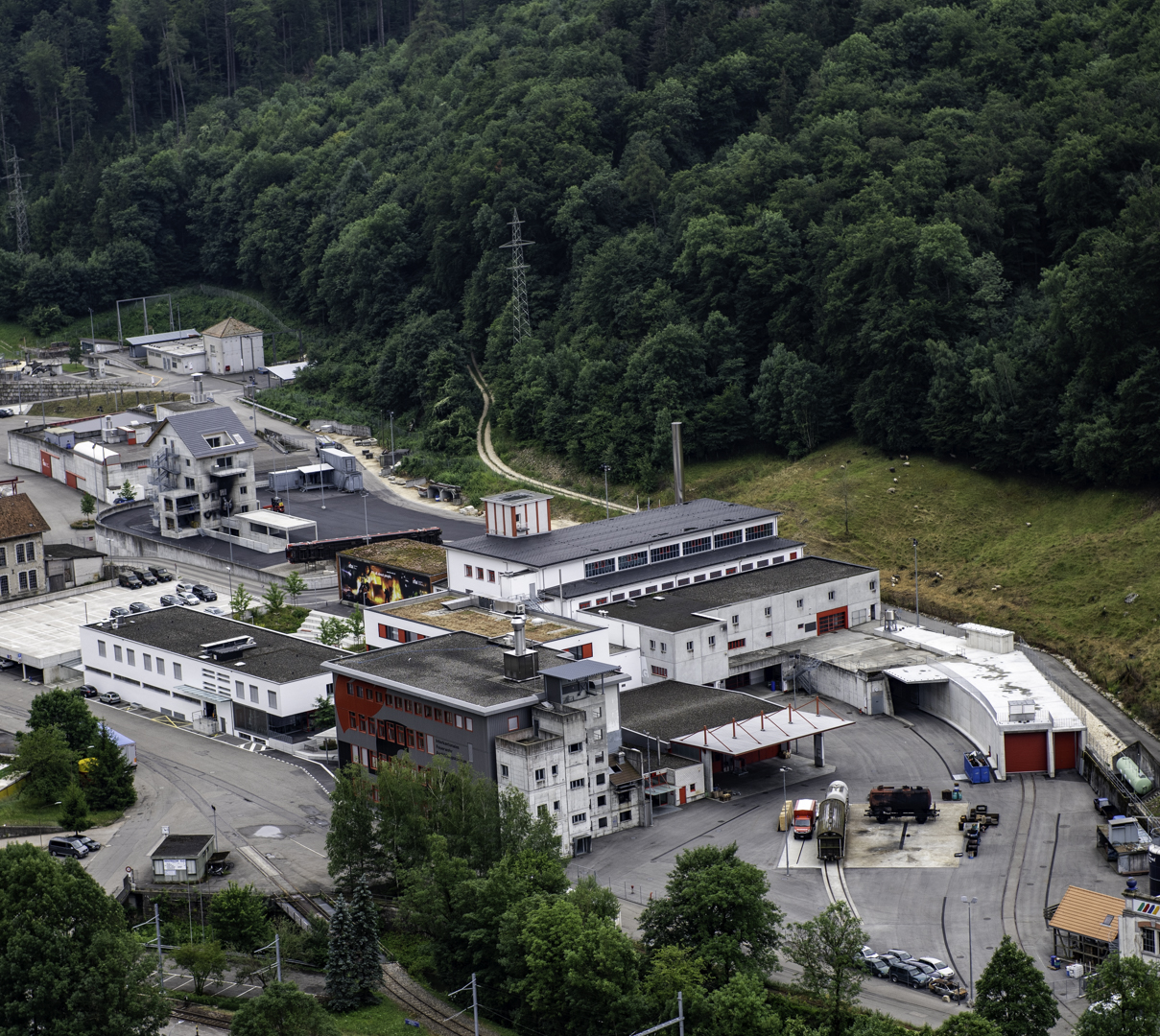
Standort der International Fire Academy in Balsthal

Mit der Entwicklung der Einsatzlehre Bahntunnel legte die International Fire Academy einen Grundstein dafür, von den Eisenbahn-Infrastrukturbetreibern der Schweiz langfristig mit der zentralen ortsunabhängigen Ausbildung von Schweizer Einsatzkräften für Bahnereignisse beauftragt zu werden. Ein weiterer Grundstein war der Ausbau der Ausbildungsinfrastruktur im Jahr 2018. Dadurch wurden zusätzliche Kurskapazitäten geschaffen und die Darstellung weiterer Einsatzszenarien und -bedingungen ermöglicht. Die Investitionen für den Ausbau betrugen vier Millionen Schweizer Franken, wovon die Hälfte in den Ausbau der Brandsimulationsanlagen floss.

## Tunnel-Ausbildungsstätten

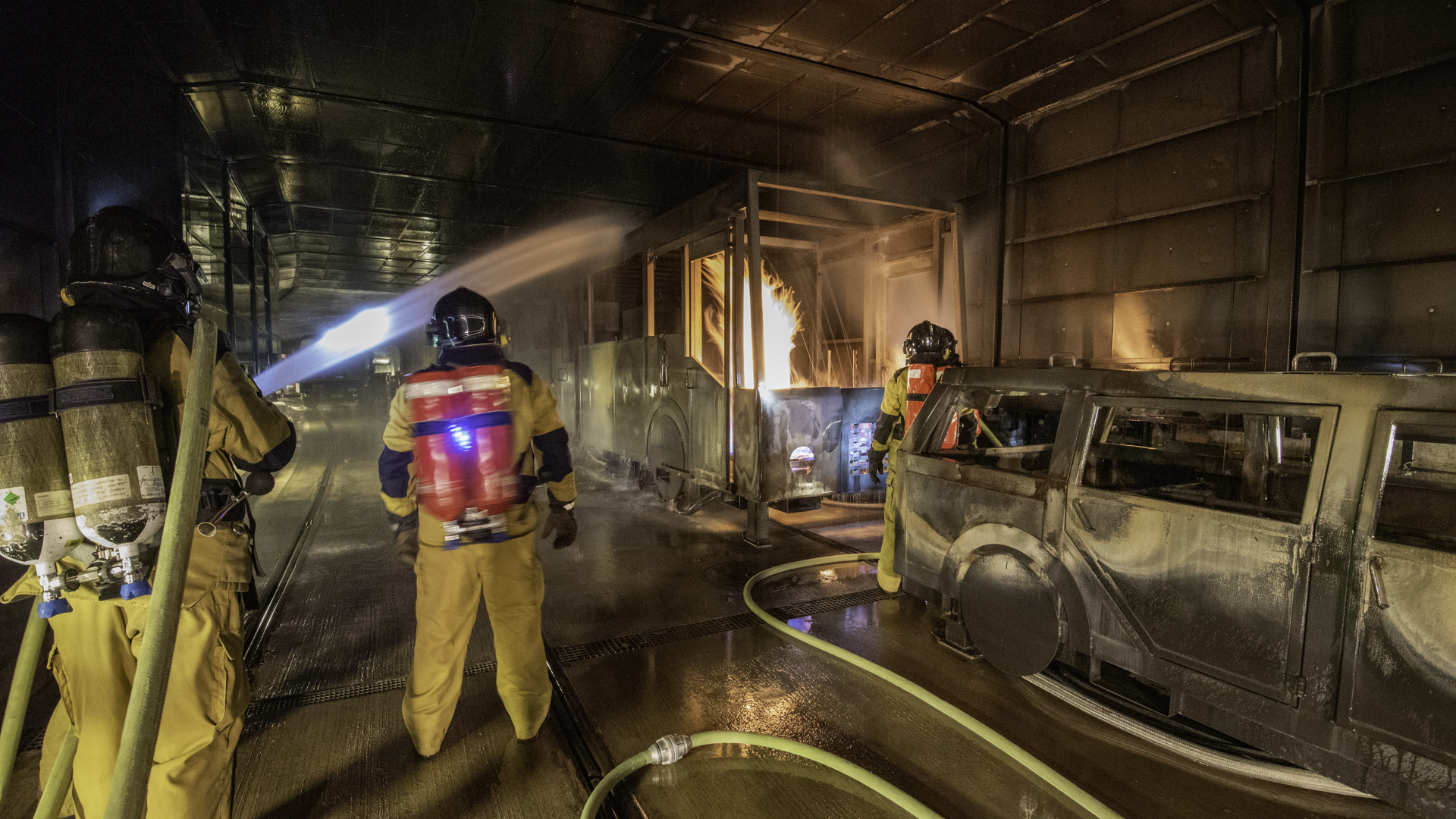
Löschangriff im Strassen-Übungstunnel

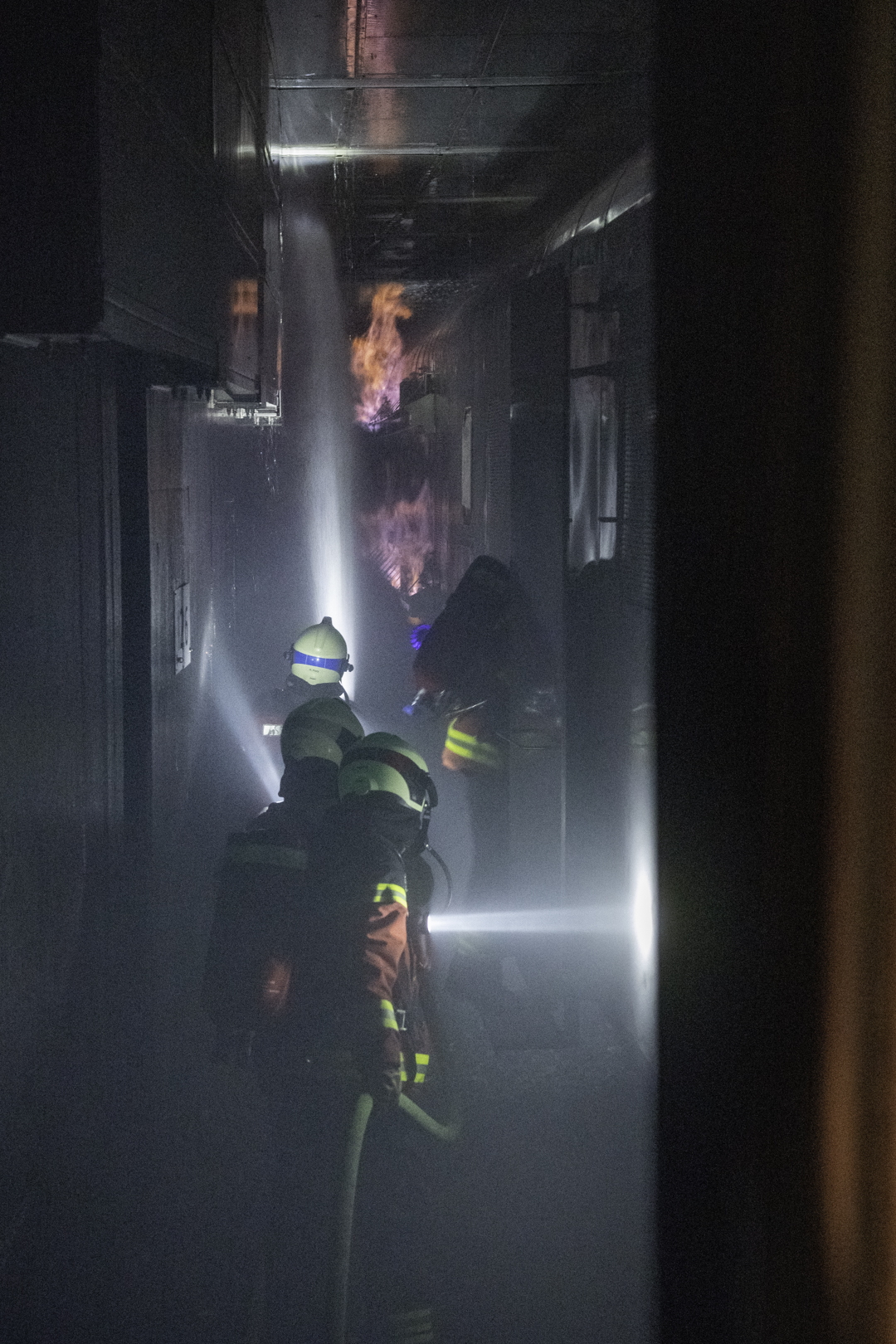
Einsatzübung im Bahn-Übungstunnel

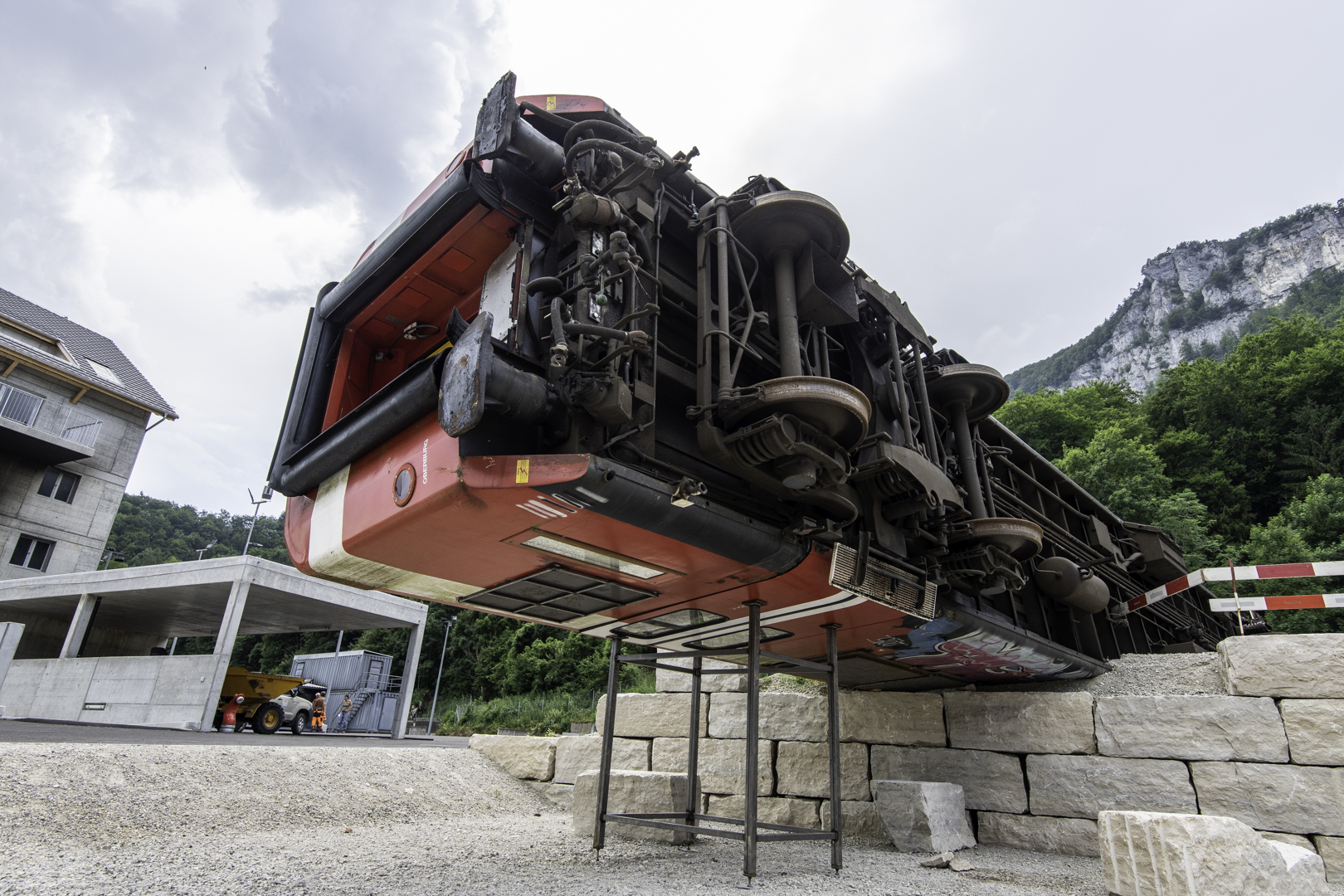
Umgekippter Bahnwagen auf dem Bahn-Übungsgelände

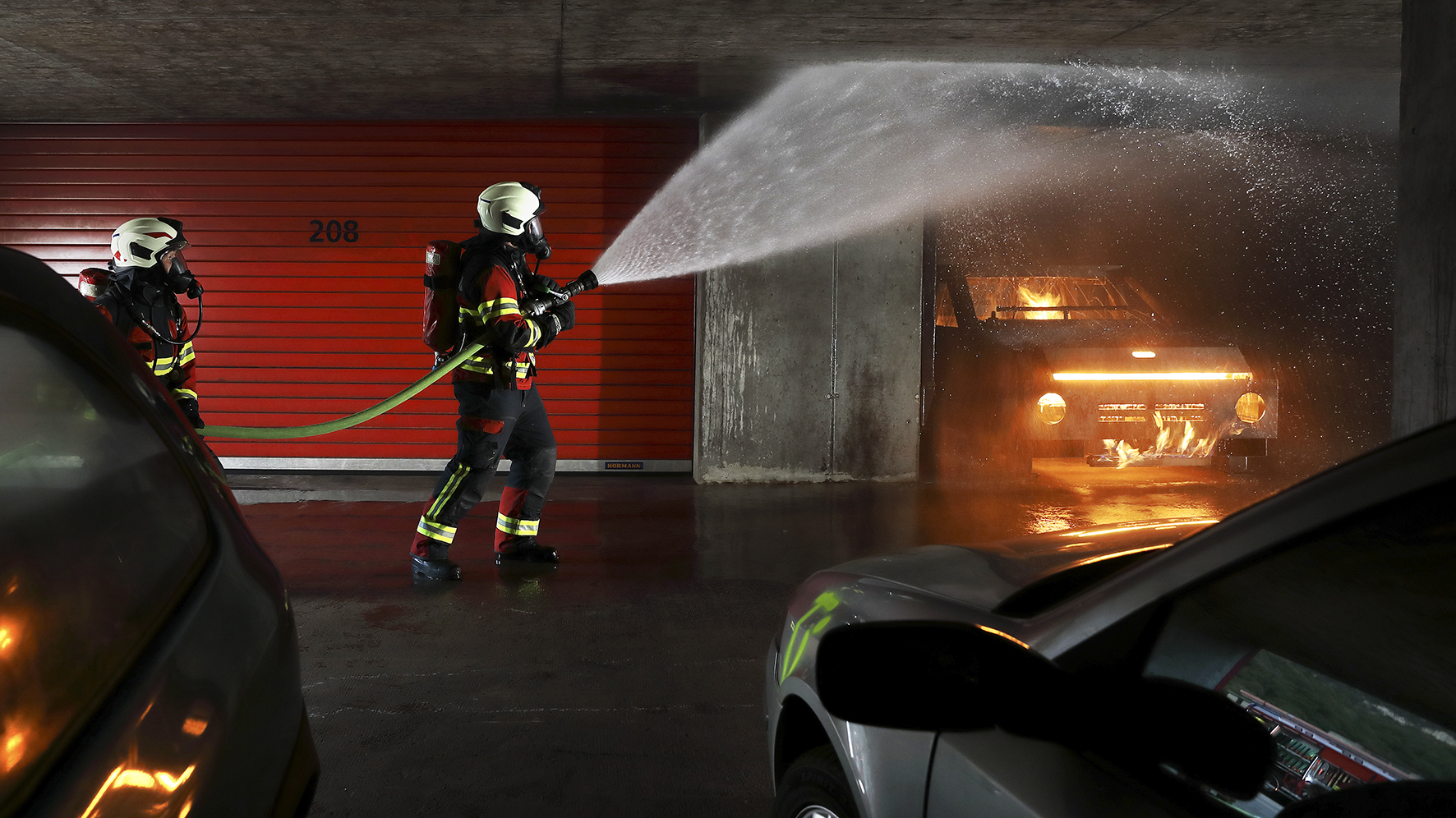
Lektion Brandbekämpfung im Übungsparkhaus

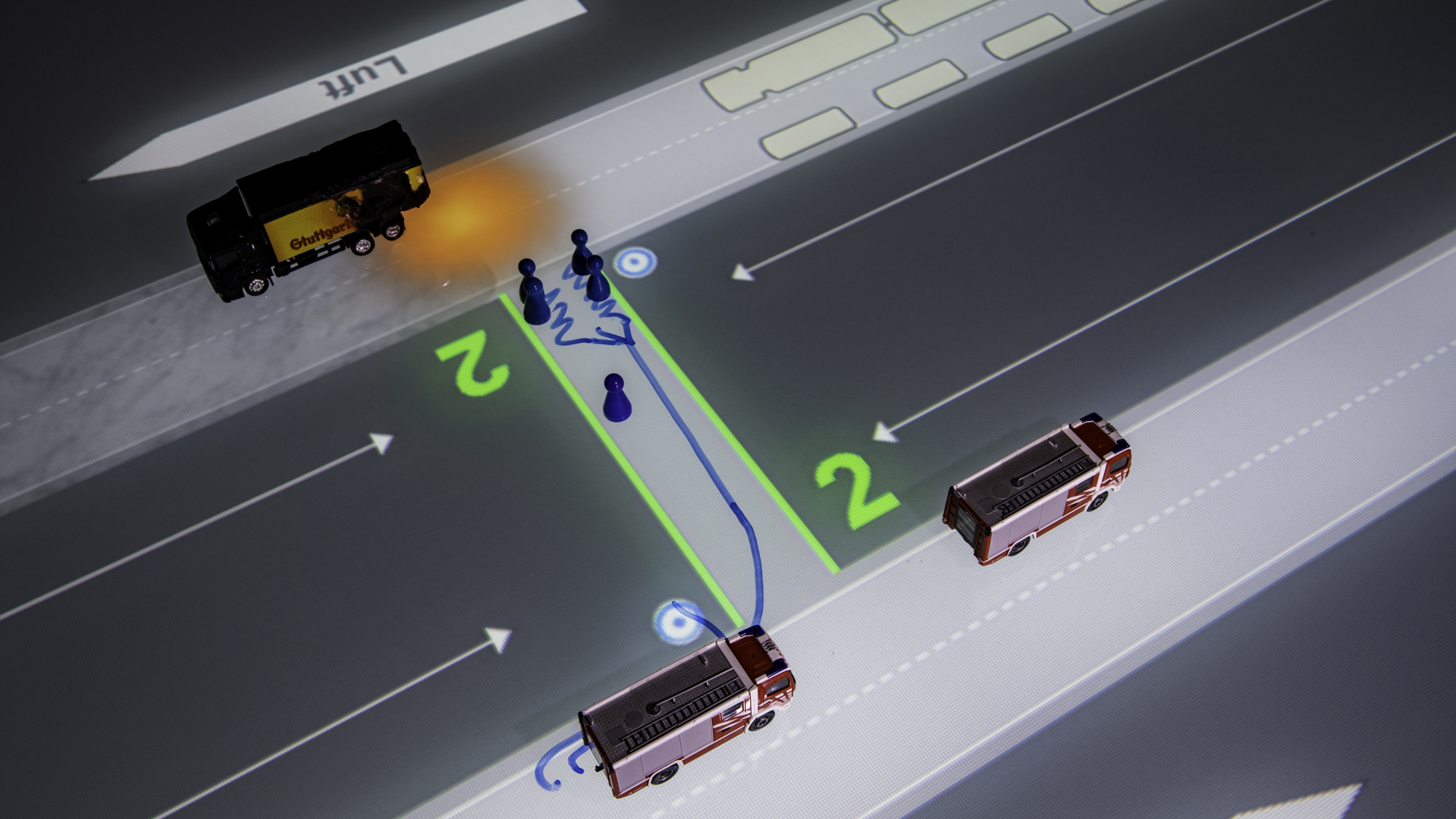
Planspieltechnik im Taktikzentrum

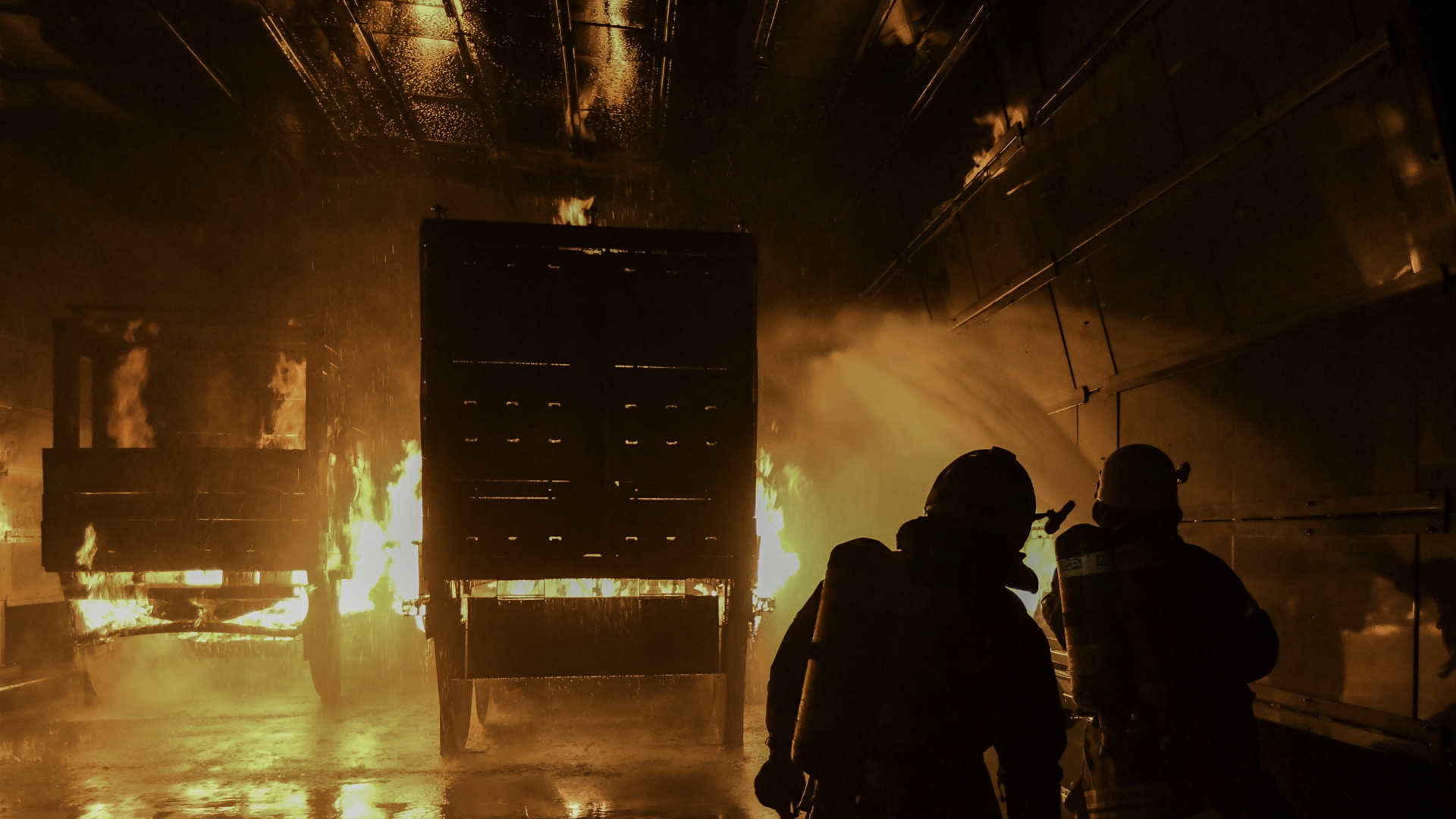
Szenario mit zwei brennenden Lkw in Lungern

Die International Fire Academy verfügt in Balsthal über einen Strassen- und einen Bahn-Übungstunnel, ein Bahn-Übungsgelände, ein Übungsparkhaus und ein Taktikzentrum. In Lungern betreibt sie eine weitere Übungstunnelanlage. Alle Übungsanlagen bilden die jeweils einsatzrelevanten Elemente realer unterirdischer Verkehrsanlagen im Massstab 1:1 ab. Die eingesetzten Fahrzeugattrappen sind mit gasbefeuerten Brandstellen ausgestattet.

### Strassen-Übungstunnel in Balsthal
Der zweispurige Strassen-Übungstunnel in Balsthal hat eine Länge von 300 m. Er verfügt über zwei Portale, einen befahrbaren Querschlag, einen überdruckbelüfteten Seitenstollen, einen Schutzraum sowie eine Fahrbahnunterquerung. Der Zugang ist zusätzlich von aussen über verschiedene Türen und Treppen möglich. Bis zu sechs Brandattrappen – vom PKW bis zum Reisebus – werden in die Übungsszenarien integriert. Hinzu kommen bis zu 50 Fahrzeuge als Requisiten, darunter auch Tankfahrzeuge und Linienbusse.

### Bahn-Übungstunnel und Bahn-Übungsgelände in Balsthal
Der einspurige Bahn-Übungstunnel ist 100 m lang. Die Einsatzkräfte müssen bis zum Brandherd im Tunnel bis zu 300 m lange Anmarschwege zurücklegen. Von den vier Eisenbahnwagen sind zwei mit 14 Gasbrandstellen beflammbar. Die darstellbaren Szenarien reichen vom Kleinbrand bis zum Vollbrand mit Übergriff auf einen zweiten Wagen. Ein Triebwagen kann um zwei Achsen geneigt werden, um eine Entgleisung zu simulieren. Auf dem Bahn-Übungsgelände im Freien liegt ein umgekippter Bahnwagen. Dort werden insbesondere unterschiedliche Arten des Zugangs und der Personenrettung trainiert.

### Übungsparkhaus in Balsthal
Das Übungsparkhaus hat drei versetzte Ebenen, die über diverse Zugänge erreichbar sind. Es kann auch als Tiefgarage beübt werden. Neben der Brandbekämpfung und dem Suchen & Retten ist das Lüftungsmanagement mit mobilen Lüftern ein zentrales Ausbildungsthema.

### Taktikzentrum in Balsthal
Das Taktikzentrum dient der Ausbildung von Einsatzleitern und zur Entwicklung von Einsatzkonzepten. Dort wird eine speziell entwickelte Projektionstechnik genutzt, um verschiedene Lagen durchspielen zu können. Drei nebeneinander liegende Räume repräsentieren dabei die beiden Portale und das Tunnel-Innere. Die Planspielszenarien werden von unten auf grosse, beschreibbare Glastische projiziert. Ein vierter Raum steht für die Feuerwehr-Leitstelle bzw. die Betriebszentrale des Eisenbahn-Infrastrukturbetreibers zur Verfügung.

### Übungstunnelanlage in Lungern
Die Übungstunnelanlage in Lungern befindet sich tief im Berg. Das Kernstück ist der Brandabschnitt im 125 m langen Strassen-Übungstunnel. Der maximale Angriffsweg von 650 m über das unterirdische Wegesystem ist ein Belastungstest für Atemschutzgeräteträger. Für das Üben der Brandbekämpfung stehen zwei Sattelauflieger- und eine PKW-Attrappe bereit. Das zentrale Szenario ist an das Brandereignis im Gotthard-Strassentunnel von 2001 angelehnt. Ein Tunnelabschnitt im Rohausbruch ist 390 m lang und wird u. a. für die Vorbereitung auf Einsätze auf Tunnelbaustellen genutzt.

## Kursangebot und Beratung
Für Feuerwehren werden folgenden Ausbildungsformate und Dienstleistungen angeboten:
- Kurse „Einsätze in Strassentunneln“
- Kurse „Einsätze in Bahntunneln“
- Kurse „Einsätze in Tiefgaragen“
- Kurse für Ausbilder (nur in Zusammenarbeit Feuerwehrinstanzen)
- Individualisierte Trainingsprogramme
- individualisierte Schulungen bei den Feuerwehren vor Ort

Nebst dem Kursangebot unterstützt die International Fire Academy Feuerwehren bei der Entwicklung und Umsetzung anlagenspezifischer Interventionskonzepte. Sie berät hierbei systemisch und nutzt auch Elemente der Planspieltechnik, um taktische Entscheide herbeizuführen.

## Methodik und Didaktik
Die International Fire Academy praktiziert erfahrungsbasiertes Lernen und bezeichnet ihren didaktischen Ansatz als Erfahrungsdidaktik. Dieser Ansatz beruht auf der erkenntnistheoretischen Annahme, dass Menschen ihre Realität individuell konstruieren und dabei auf ihre jeweiligen Erfahrungen aufbauen. Deshalb entwickelte die International Fire Academy Lern- und Erfahrungswelten, in denen die Feuerwehrangehörigen die besonderen Einsatzbedingungen und -aufgaben in unterirdischen Verkehrsanlagen mit allen Sinnen erleben und die vermittelten Taktiken und Techniken unter einsatznahen Bedingungen anwenden können.

## Forschung und Entwicklung
An der International Fire Academy verantwortet das Didaktik- und Entwicklungsteam (DET) die Entwicklung der Einsatzlehren und definiert die didaktischen Grundsätze für die Ausbildung. Dem DET gehören erfahrene Feuerwehrangehörige und Experten für den Bau und Betrieb von Verkehrstunneln an.
Seit 2019 beteiligt sich die International Fire Academy am europäischen Forschungsprojekt „HyTunnel-CS“ und seit 2020 am Projekt „HyResponder“. Ziele sind die Entwicklung normativer Grundlagen für möglichst sichere Wasserstoff-Fahrzeuge sowie die Entwicklung und Implementierung eines nachhaltigen Train-the-Trainer-Programms zur Wasserstoff-Sicherheit für Ersteinsatzkräfte für Europa. Mit einem Online-Workshop im Oktober 2020 unterstützte sie das Forschungsprojekt, indem Fragen zu den Problemen mit Wasserstoff-Fahrzeugen im Einsatz erarbeitet wurden.

### Selbstständige Veröffentlichungen
- Brauner et al.: Brandeinsätze in Strassentunneln, Kehsler Verlag, Saulheim 2014, ISBN 978-3-942385-02-2
- Brauner et al.: Brandeinsätze in Bahntunneln, Kehsler Verlag, Saulheim 2020, ISBN 978-3-942385-08-4
- International Fire Academy (Hg.): International Fire Academy 2009–2019, Kehsler Verlag, Saulheim 2019, ISBN 978-3-942385-07-7

### Zeitschriften- und Buchbeiträge
- Berchtold, Daniel: Realitätsnahe Szenarien im neuen Übungstunnel und auf dem Bahn-Übungsgelände, in: 118 swissfire.ch. Schweizer Feuerwehr-Zeitung, Nr. 3/2019, ISSN 1663-6279, S. 50–51.
- Brauner et al.: Möglichkeiten und Grenzen des abwehrenden Brandschutzes in unterirdischen Verkehrsanlagen, in: vfdb, Vereinigung zur Förderung des Deutschen Brandschutzes e.V. (Hg.): Tagungsband der Jahresfachtagung 2012 der Vereinigung zur Förderung des Brandschutzes (vfdb), VdS Schadenverhütung – Bildungszentrum & Verlag, Köln 2012, S. 115–133.
- Brauner, Christian: Hohen Zeitbedarf bei Tunneleinsätzen durch taktische und technische Maßnahmen kompensieren, in: Crisis prevention, 3/2014, ISSN 2198-0527, S. 36–38.
- Brauner, Christian: Optimierte Tunnelbrandbekämpfung durch Feuerwehren: Parameter, taktische Grundsätze, Techniken, Kooperationen, Schlussfolgerungen, in: Forschung + Praxis, Nr. 46, STUVA-Tagung 2015, Ernst & Sohn Verlag, Berlin 2016, ISBN 978-3-433-03144-5, S. 345–352.
- Brauner, Christian: Tunnel-Brandeinsätze: Die Eindringtiefe als maßgebliche Größe, in: Tunnel, Nr. 5/2015, ISSN 0722-6241, S. 40–45.
- Brauner, Christian: Firefighting in tunnels, in: Crisis response, Vol. 12, Ausgabe 1, September 2016, ISSN 1745-8633, S. 92–93.
- Brauner, Christian: Extinguish to rescue, in: Crisis response, Vol. 12, Ausgabe 2, Dezember 2016, ISSN 1745-8633, S. 92–93.
- Brauner, Christian: Operational limits with respiratory protection, in: Crisis response, Vol. 12, Ausgabe 4, August 2017, ISSN 1745-8633, S. 88–89.
- Brauner, Christian: Neue Ausbildungsgrundlagen für Einsätze in Bahntunneln, in: 118 swissfire.ch. Schweizer Feuerwehr-Zeitung, Nr. 2/2019, ISSN 1663-6279, S. 40–43.
- Brauner, Christian: Neue Schweizer Einsatzlehre Bahntunnel, in: BrandSchutz. Deutsche Feuerwehr-Zeitung, Nr. 4/19, ISSN 0006-9094, S. 270–276.
- Karlen, Rolf: Mögliche Einsatzbedingungen auf offener Strecke und im Bahntunnel erleben, in: 118 swissfire.ch. Schweizer Feuerwehr-Zeitung, Nr. 4/2019, ISSN 1663-6279, S. 40–41.
- Kummer, Urs: Einsatzvorbereitung für den Tunnelbrand, in: Tunnel, 3/2014, ISSN 0722-6241, S. 26–31.
- Kummer, Urs: Preparing for tunnel fires, in: Fire & rescue, third quarter 2015, ISSN 0964-9727, S. 48–51.
- Kummer, Urs: Koordinierte Lösung für den Ereignisfall, in: Tunnel, 8/2015, ISSN 0722-6241, S. 46–51.
- Kummer, Urs: Mehr Sicherheit in Tunneln, in: TEC21. Schweizer Bauzeitung, Nr. 18–19, 29. April 2016, ISSN 0036-7524, S. 17–18.
- Pruschoff, Olaf: Klassenzimmer im Tunnel, in: Feuerwehr-Magazin, Nr. 8/2020, ISSN 0943-027X
- Vogt, Markus: Tunnelbrandbekämpfung, in: Crisis prevention, 1/2014, ISSN 2198-0527, S. 36–37.
- Vogt, Markus: Tunnelbrandbekämpfung in der International Fire Academy, in: Feuerwehr Fachjournal. Fachzeitschrift für Feuerwehr und Rettungswesen, Nr. 02/2014, ISSN 1866-444X, S. 38–46.
- Vogt, Markus: Tunnel Firefighting Operations, in: Fire Engineering, Nr. 4/2016, Vol. 169, ISSN, 0015-2587, S. 135–137.
- Vogt, Markus: Tactical principles and techniques to optimize firefighting in tunnels, in: International Fire Fighter, Juni 2017, ISSN 1915-402X, S. 60–62.
- Weber, Urs: Große Herausforderung, in: Feuerwehr. Retten – Löschen – Bergen, 12/2014, ISSN 0500-6260, S. 6–8.
- Wernli, Marianne: Einheitliche Ausbildung für Einsätze auf Bahnanlagen in der Schweiz, in: BrandSchutz, Deutsche Feuerwehr-Zeitung, Nr. 4/19, ISSN 0006-9094 , S. 277–279.